# Aleksander Wieczorkowski

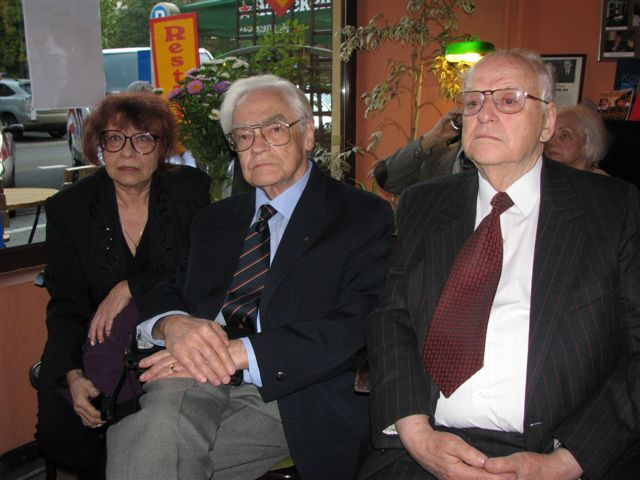
Aleksander J. Wieczorkowski (w środku) z małżonką - Ireną Eichler-Wieczorkowską i Januszem Krasińskim – Stowarzyszenie Pracowników, Współpracowników i Przyjaciół Rozgłośni Polskiej Radia Wolna Europa, Warszawa, 21 września 2009 r.

Aleksander Jerzy Wieczorkowski (pseud. Sylwester Thim, Jan Omłot, Karol Sękota; ur. 26 lutego 1929 w Warszawie, zm. 24 grudnia 2012 w Warszawie) – polski dziennikarz, felietonista, eseista i pisarz; z zawodu inżynier.
W okresie PRL dziennikarz we "Współczesności", "Przeglądzie Kulturalnym", "Polityce", Polskim Radiu, "Życiu Warszawy" i incydentalnie w "Trybunie Ludu". W "Przeglądzie Technicznym" prowadził stały cykl felietonów pt. Myślenie podstawowe. Publikował w prasie podziemnej II obiegu jako "Jan Omłot" i "Karol Sękota". Po 1989 publikował m.in. w "Gazecie Wyborczej", był też sprawozdawcą parlamentarnym dla Rozgłośni Polskiej Radia Wolna Europa.
Był wykładowcą Wydziału Dziennikarstwa i Komunikacji Społecznej Wyższej Szkoły Dziennikarskiej im. Melchiora Wańkowicza w Warszawie. Publikował w portalu internetowym studioopinii.pl.
Był członkiem Stowarzyszenia Pracowników, Współpracowników i Przyjaciół Rozgłośni Polskiej Radia Wolna Europa Imienia Jana Nowaka-Jeziorańskiego oraz Stowarzyszenia Pisarzy Polskich.
Był mężem Elżbiety Straszewskiej (1932-2001), a następnie dziennikarki Ireny Eichler (Program Drugi Polskiego Radia). Jego synem jest Dominik W. Rettinger (Dominik Wieczorkowski-Rettinger; ur. 1953) – scenarzysta, reżyser filmowy i autor książek, m.in. o tematyce fantasy.  
Mieszkał w Warszawie, na Starym Mieście.

## Twórczość
- Chłopiec gwiżdżący Mozarta (Państwowy Instytut Wydawniczy 1967)
- Wariacje na drumlę z towarzyszeniem... (Spółdzielnia Wydawnicza „Czytelnik” 1974)
- Kołysanka na bęben (Wyd. "ALFA" 1990, ISBN 83-70-0126-6-3)
- Rysunki NIEcenzuralne (z Szymonem Kobylińskim, Edition Dembinski 1990, ISBN 2-87665-008-8)
- Mój PRL (autobiografia; Krajowa Agencja Wydawnicza 2001, ISBN 83-88-0724-4-7; Przedsiębiorstwo Wydawnicze Rzeczpospolita 2007, ISBN 978-83-60-1921-7-7)
- Blog: widziane z fosy (Staromiejski Dom Kultury 2008, ISBN 83-89-4923-7-7)